# 米尔佩克斯
米尔佩克斯（法語：Mirepeix，法語發音：[miʁpɛks]）是法国大西洋比利牛斯省的一个市镇，位于该省东部，属于波城区。

## 地理
米尔佩克斯（43°11'21"N, 0°15'3"W）面积3.29 平方千米，位于法国新阿基坦大区大西洋比利牛斯省，该省份为法国东南部省份，涵盖了贝阿恩与北巴斯克，西临大西洋比斯開灣，北至朗德省，东北接热尔省，东临上比利牛斯省，南与西班牙接壤。
与米尔佩克斯接壤的市镇（或旧市镇、城区）包括：博德雷克斯、贝内雅克、博代尔、布尔代特、科阿拉兹、拉戈斯、奈镇。

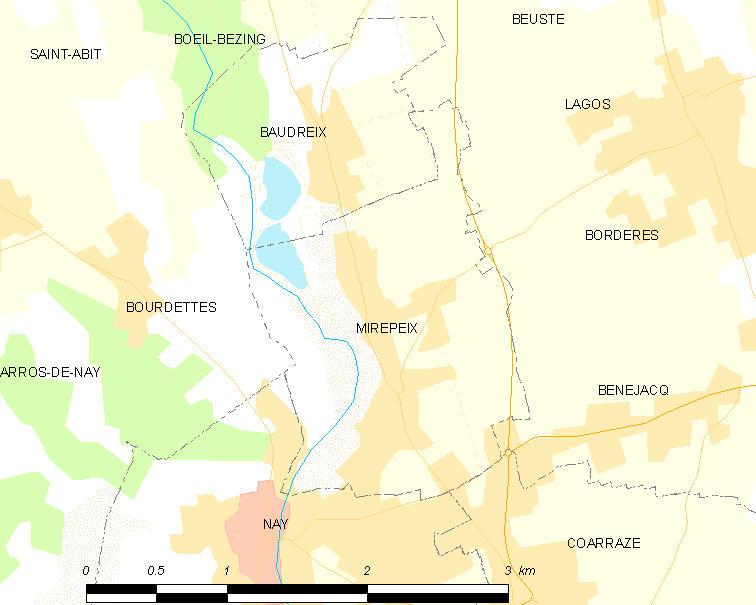
米尔佩克斯的OSM定位图

米尔佩克斯的时区为UTC+01:00、UTC+02:00（夏令时）。

## 行政
米尔佩克斯的邮政编码为64800，INSEE市镇编码为64386。

## 政治
米尔佩克斯所属的省级选区为乌斯河与拉关河河谷县。

## 人口

1962-2008年间米尔佩克斯人口变化图示

米尔佩克斯于2022年1月1日时的人口数量为1254人。